# Somongari
Somongari is een bestuurslaag in het regentschap Purworejo van de provincie Midden-Java, Indonesië. Somongari telt 2642 inwoners (volkstelling 2010).